# Mirandiba
Mirandiba là một đô thị thuộc bang Pernambuco, Brasil. Đô thị này có diện tích 809 km², dân số năm 2007 là 13513 người, mật độ 16,7 người/km².